# Jardines acuáticos de Upper Lodge
Los jardines acuáticos de Upper Lodge son un complejo parcialmente restaurado de jardines acuáticos de principios del siglo XVIII con canales en Bushy Park, cerca de Londres. Originalmente construidos para Charles Montagu, primer conde de Halifax, entre 1709 y 1715 cuando era guardabosques de Bushy Park y vivía en Upper Lodge, cayeron en desuso durante los siglos posteriores, pero parte del complejo fue restaurado a principios del siglo XXI y abierto al público en 2009.
El complejo originalmente se extendía por 960 metros a través del parque desde el punto de entrada del río Longford (ahora el puente Pantile) en el extremo Hampton Hill de Bushy Park hasta lo que ahora es el Laboratorio Nacional de Física (NPL) en Teddington. Los dos extremos del complejo permanecen en Bushy Park como parte de la ruta del río Longford y la plantación del canal. Las secciones centrales fueron modificadas o incluso rellenadas, y la Logia Superior para la que fueron construidas fue reconstruida en 1840. El estanque superior octogonal y, el estanque inferior y la cascada que los separa fueron restaurados y ahora están abiertos al público. Otro estanque restaurado se encuentra en los jardines privados de Upper Lodge.

La restauración parcial fue parte de una importante remodelación de Bushy Park que costó £7.200.000, de los cuales aproximadamente el 60% provino del Fondo de Lotería del Patrimonio.

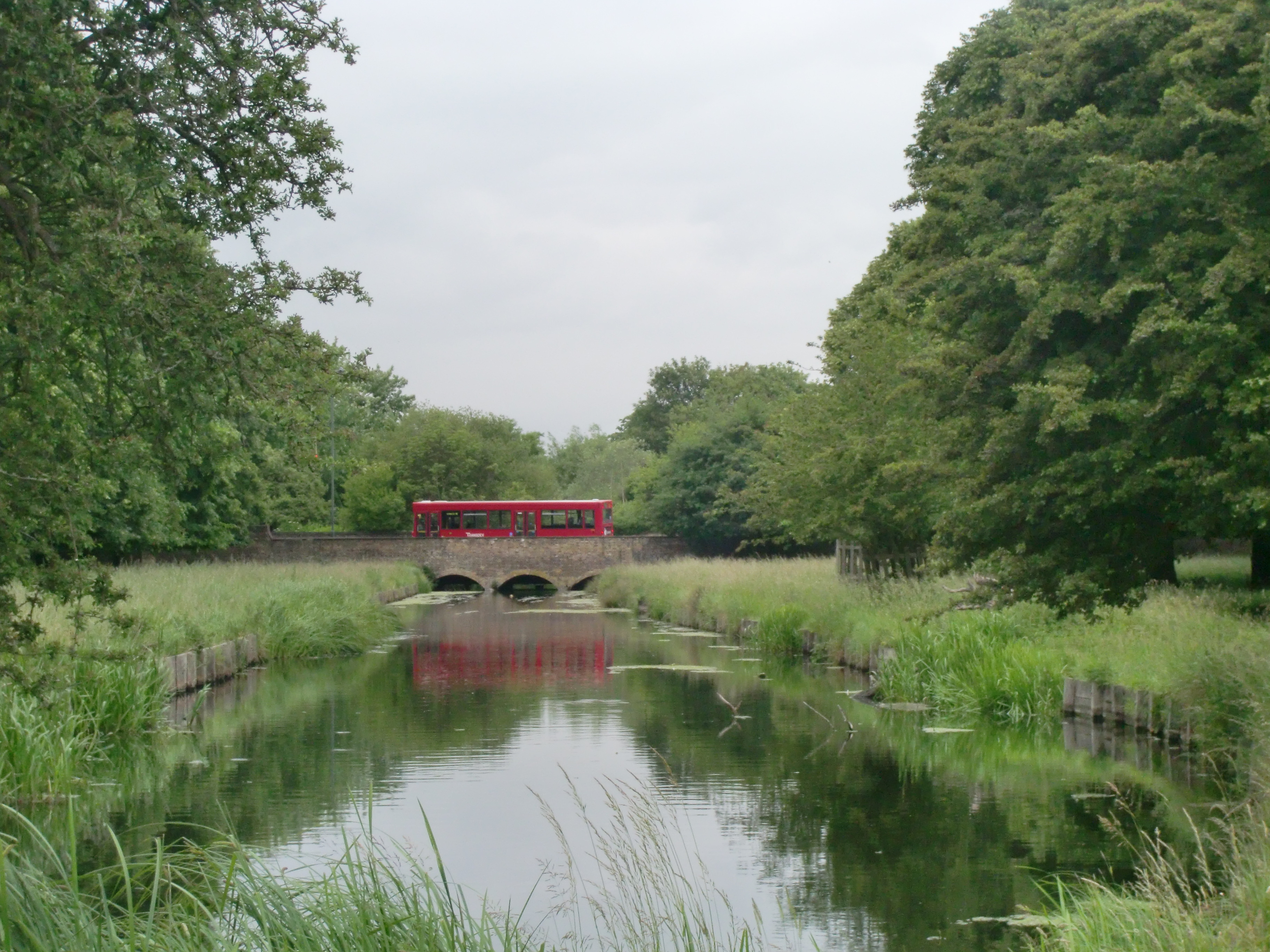
Vista hacia Longford desde el estanque superior.
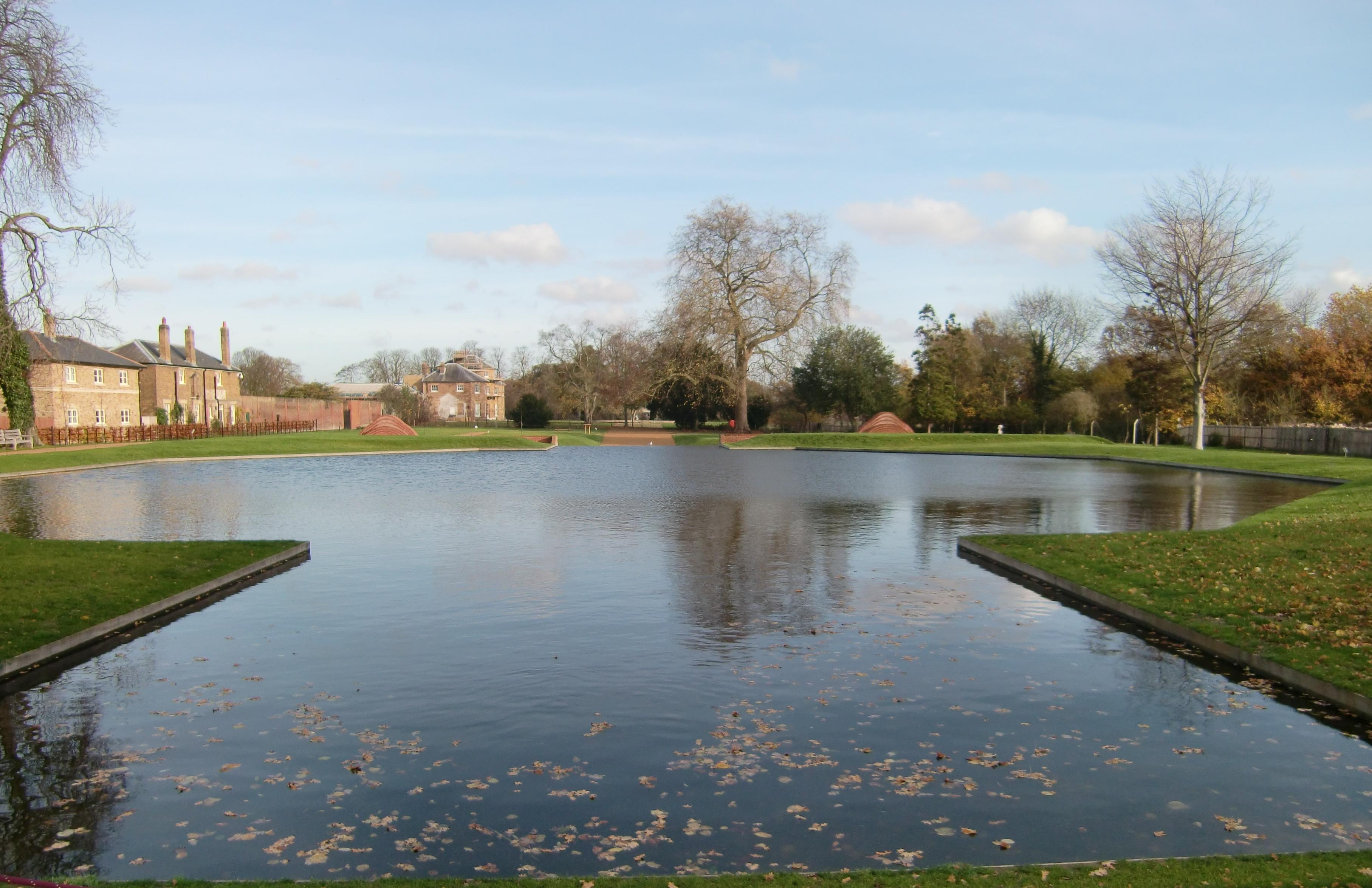
Estanque superior mirando hacia el NPL. Las caballerizas victorianas están a la izquierda y el Upper Lodge en el centro, a la izquierda. Las partes superiores de las hornacinas son visibles a ambos lados del desfiladero donde el estanque superior fluye sobre la cascada.
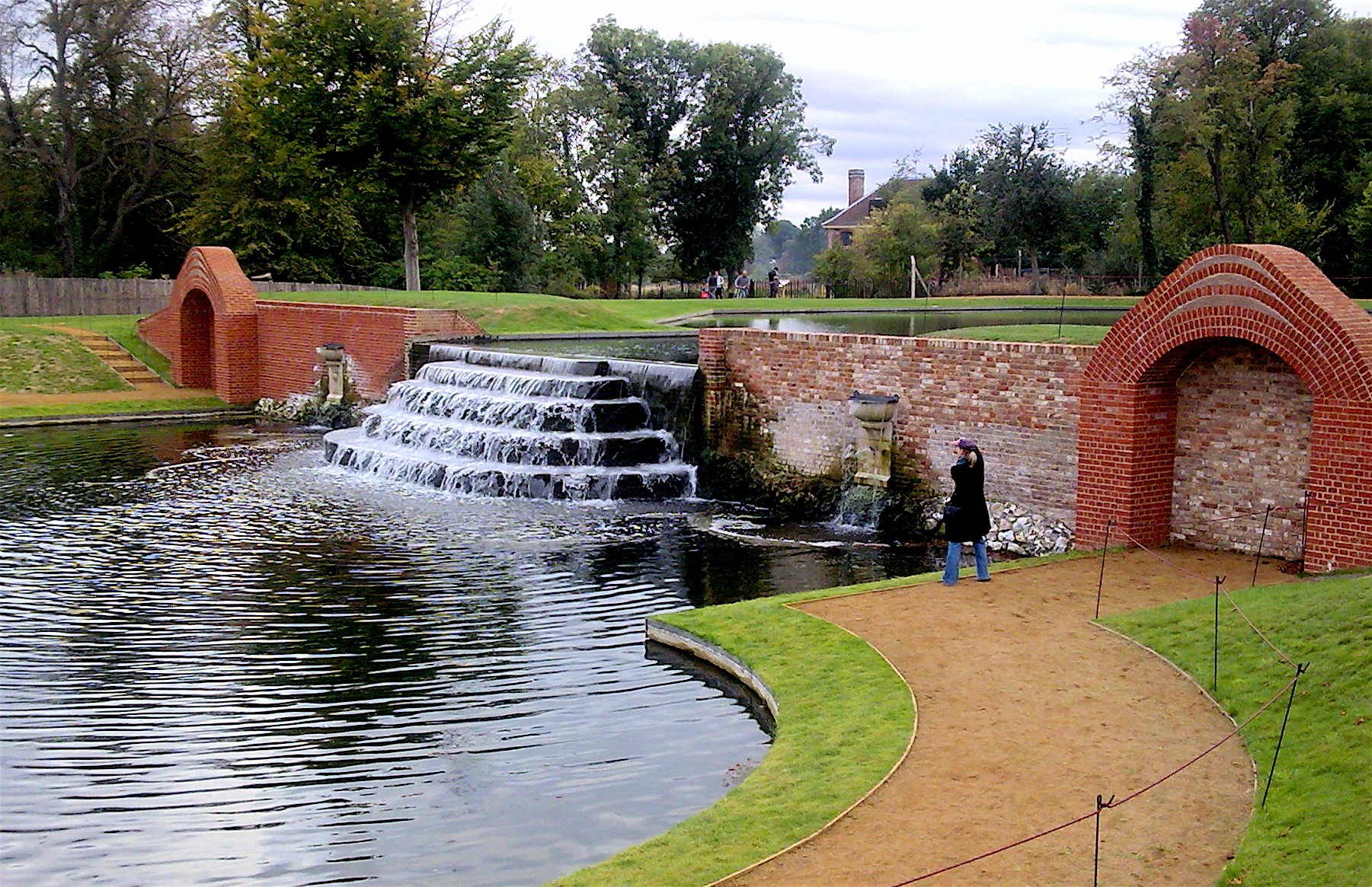
La cascada, los estanques y las alcobas
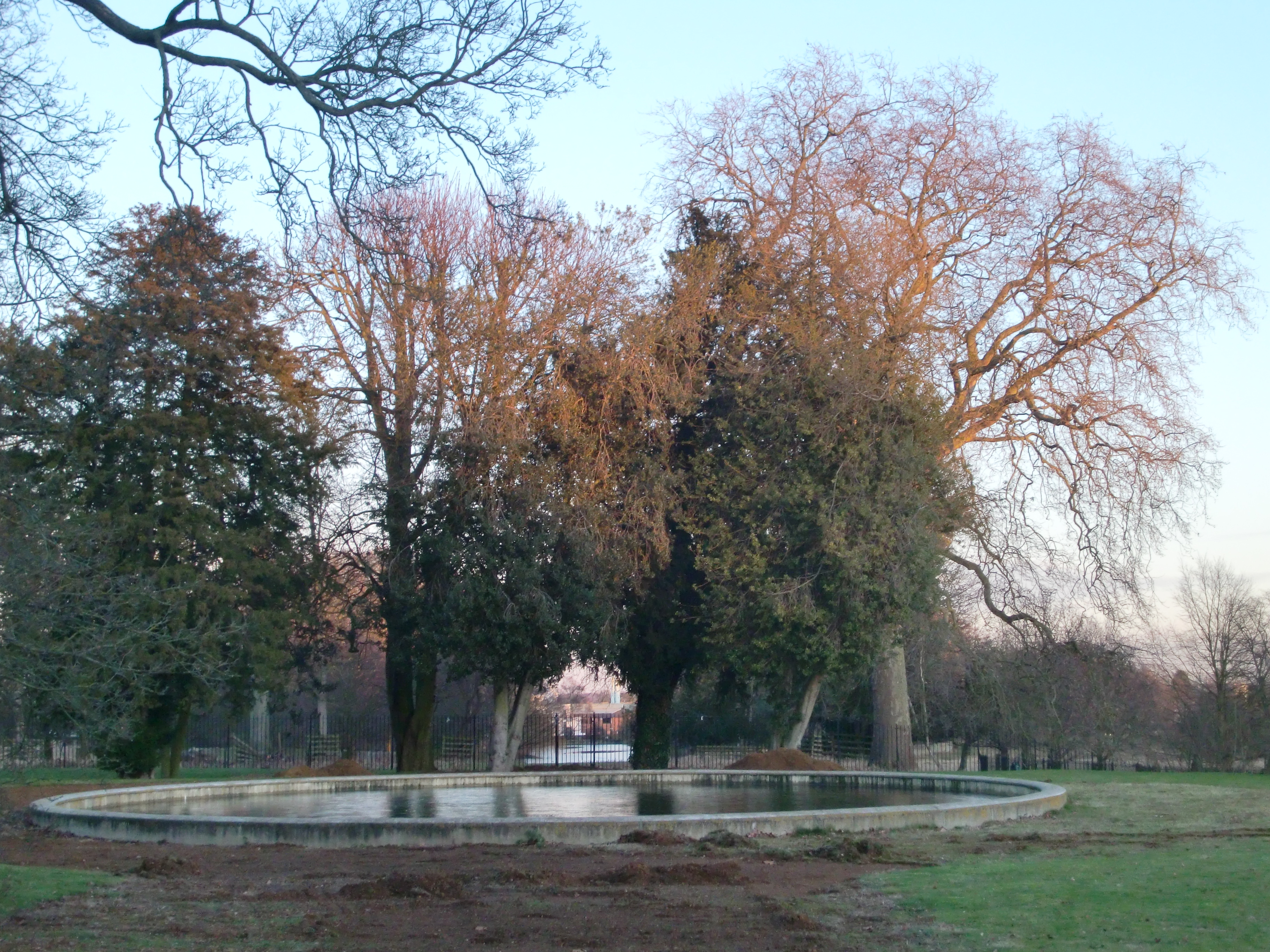
Vista a través del jardín de Upper Lodge hacia la plantación del canal y el NPL
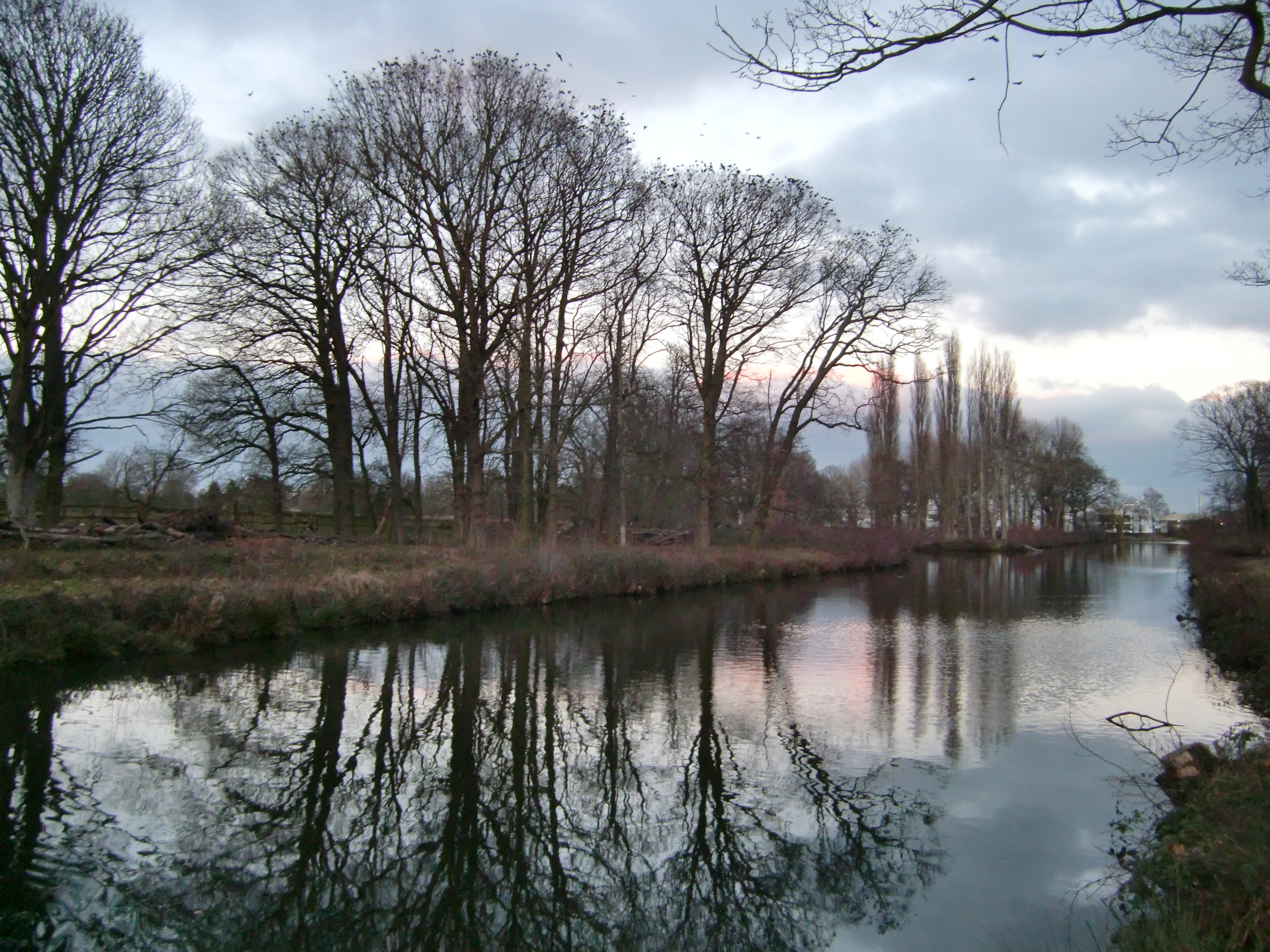
La plantación del Canal continúa la línea casi hasta el límite de Teddington del parque.